# Entropia di fusione
Quando una sostanza fonde si ha un incremento di entropia chiamato entropia di fusione. Questo valore è sempre positivo dato che l'entropia, che rappresenta la misura del disordine di una sostanza, aumenta nella transizione di fase da uno stato cristallino solido a una struttura disorganizzata liquida.

 Si definisce come ΔSfus e normalmente è espressa in J / (mol · K) oppure come adimensionale dividendola per la costante dei gas.
Il processo naturale di transizione di fase avviene alle temperature {\displaystyle T} a cui l'associato cambiamento dell'energia libera di Gibbs è negativo. L'equilibrio si instaura alla temperatura di fusione {\displaystyle T_{fus}} alla quale la differenza di energia libera di Gibbs tra le due fasi è zero:
{\displaystyle \Delta G_{\text{fus}}=\Delta H_{\text{fus}}-T_{\text{fus}}\times \Delta S_{\text{fus}}=0}
cioè 
{\displaystyle \Delta H_{fus}=T_{fus}\times \Delta S_{fus}}